# Università degli Studi di Roma "Foro Italico"
L'Università degli Studi di Roma "Foro Italico" (UNIROMA4) è una università statale italiana, l'unica del Paese dedicata interamente allo studio delle scienze motorie e sportive.
Fondato dal regime fascista nel 1928 come Accademia fascista maschile di educazione fisica, fu noto per tutto il dopoguerra fino al 1998 come Istituto Superiore di Educazione Fisica (ISEF) e, dal 1998 al 2008, come Istituto Universitario di Scienze Motorie (IUSM); la sede si trova presso il Foro Italico di Roma e dal 2019 il rettore è il Prof. Attilio Parisi.

## Storia

### L'Accademia
L’Accademia fascista di Educazione Fisica fu istituita nel 1928 e nel 1932 si trasferì al Foro Italico. Incorporata nella GIL nel 1939, fu sciolta con questa nel 1943.

### L'ISEF
Nel 1952 era nato l'Istituto superiore di educazione fisica (ISEF) di Roma, la cui attività era concentrata sulla formazione degli insegnanti di educazione fisica per le scuole, dei tecnici e allenatori sportivi e degli operatori nel campo della formazione motoria. Solo il 25 gennaio 1967 però l'ISEF trovò una sede definitiva nei locali dell'ex Accademia al Foro Italico.
Nello statuto dell'ISEF approvato con decreto del presidente della Repubblica nel 1988 si legge:
1. di promuovere il progresso delle scienze applicate all'educazione fisica;
2. di fornire la cultura scientifica e tecnica necessaria alla preparazione ed al perfezionamento professionale di coloro che intendono dedicarsi all'insegnamento dell'educazione fisica ed agli impieghi nel campo sportivo.»

### L'università
Con il DL n. 178 dell'8 maggio 1998 l'ISEF di Roma diventa Istituto Universitario di Scienze Motorie (I.U.S.M.).
L'università ha esteso la portata dell'istituto per coprire tutti i settori di interesse attigui all'attività fisica dell'uomo: ricerca scientifica, insegnamento, allenamento, formazione giovanile, idoneità e riabilitazione, organizzazione ed amministrazione ad alto livello degli eventi sportivi, ed altro ancora.
Il 12 giugno 2008 l'Università ha assunto la denominazione attuale. Nel 2012 è stato attivato il Dipartimento di Scienze Motorie, Umane e della Salute.
Nel 2014 è stata costituita la Fondazione Universitaria “Foro Italico”.

## Corsi di laurea
- Laurea triennale in Scienze Motorie e Sportive (Classe L22)
- Laurea Magistrale in Management dello Sport (Classe LM47)
- Laurea Magistrale in Attività Motorie Preventive e Adattate (Classe LM67)
- Laurea Magistrale in Scienza e Tecnica dello Sport (Classe LM68)
- European Master of Science in Health and Physical Activity (Classe LM67INT)[3]

## Strutture
- Poliambulatorio Universitario e di Medicina dello sport
- Centro linguistico
- Biblioteca
- Palestra monumentale

## Diritto allo studio
Lo IUSM offre ai propri studenti delle agevolazioni sotto forma di borse di studio e premi di vario genere; difatti il servizio del diritto allo studio di ateneo eroga molti benefici, a chi ne fa richiesta (escono dei bandi di concorso), su una base dettata dall'ISEE (indicatore di situazione economica equivalente).
Inoltre ogni matricola IUSM riceve un kit sportivo contenente la tuta ufficiale dello IUSM: maglietta e pantaloncini per l'attività fisica.

## Gruppi sportivi d'ateneo e gruppi sperimentali
Lo IUSM, come altre università italiane, dispone di gruppi di studenti che si cimentano nelle gare inter-universitarie ed europee.
Ai gruppi sportivi di ateneo partecipano atleti che gareggiano nel calcio, tennis, ginnastica (ritmica e Euroteam) e pallacanestro.
Lo IUSM inoltre ha fondato i gruppi sperimentali, la cui attività è concentrata sull'espressione e sulla creatività corporee attraverso movimento.

## Socrates e Erasmus
Lo IUSM ha stabilito accordi generali di cooperazione con altre università europee. Inoltre, nella struttura specifica del programma Erasmus, lo IUSM ha un accordo bilaterale per mobilità degli studenti (MP) e per il corpo insegnante (ST).